# Зупчићи
Зупчићи су насељено мјесто у Босни и Херцеговини, у граду Горажду, које административно припада Федерацији Босне и Херцеговине. Према попису становништва из 2013. у насељу је живјело 382 становника.

## Становништво
| Националност       | 2013.        | 1991.        | 1981.        | 1971.        |
| Муслимани          | 331 (86,65%) | 402 (50,75%) | 321 (43,67%) | 358 (51,51%) |
| Срби               | 46 (12,04%)  | 355 (44,82%) | 320 (43,53%) | 327 (47,05%) |
| Хрвати             | 1 (0,26%)    | 3 (0,37%)    | 0            | 0            |
| Југословени        | –            | 6 (0,75%)    | 31 (4,21%)   | 0            |
| остали и непознато | 4 (1,05%)    | 26 (3,28%)   | 63 (8,57%)   | 10 (1,43%)   |
| Укупно             | 382          | 792          | 735          | 695          |